# Nancy Taira
Nancy Taira (nacida como Nancy Fabiola Saori Taira Yshizo; 10 de noviembre de 1977 en Ciudad de México, México) es una actriz mexicana.

## Primeros años
Los padres de Taira son ambos japoneses. Antes de inscribirse y estudiar durante tres años en el Centro de Educación Artística (CEA) de Televisa, donde estudió actuación, recibió una Licenciatura en Comunicaciones.

## Carrera
Taira debutó como actriz en Mujer, Casos de la Vida Real y obtuvo su primer papel importante en Corazones al límite, donde interpretó a Coral one of the stellar characters in the telenovela. uno de los personajes estelares de la telenovela. Posteriormente interpretó un pequeño papel en Yo amo a Juan Querendón. Su última aparición fue en la serie mexicana El Pantera, donde interpretó a Ana. También participó en la telenovela Una familia con suerte en el 2011.

## Filmografía
| Televisión | Televisión                   | Televisión                 | Televisión                      |
| Año        | Título                       | Rol                        | Notas                           |
| ---------- | ---------------------------- | -------------------------- | ------------------------------- |
| 2002       | Mujer, Casos de la Vida Real |                            | "El poder de la fe"             |
| 2004       | Corazones al límite          | Coral                      | Rol de reparto                  |
| 2005       | Los perplejos                | Ella misma                 |                                 |
| 2007       | Yo amo a Juan Querendon      | Sun Yu Yamamoto            |                                 |
| 2007       | ¿Y ahora qué hago?           | Esposa de empresario chino | "Si Houdini pudo... yo también" |
| 2009       | El Pantera                   | Ana                        | Rol de reparto                  |
| 2013       | No se aceptan Devoluciones   | Amante Oriental            |                                 |
| 2018       | Run Coyote Run               | "La Mafia China"           |                                 |